# Sammlung Guttentag
Die Sammlung Guttentag ist eine Buchreihe, mit der das Verlagsprogramm der ehemaligen Verlagsbuchhandlung I. Guttentag, eines juristischen Verlags, ähnlich wie die Sammlung Göschen der G. J. Göschen’schen Verlagsbuchhandlung von den 1920er Jahren an im Verlag Walter de Gruyter fortgeführt wurde. Die Bezeichnung Sammlung Guttentag wird inzwischen auf den Publikationen nicht mehr verwendet, jedoch ist das Programm der Reihe noch beim Verlag abrufbar und verschiedene Bände der Reihe werden bis heute weiterbearbeitet neu aufgelegt. Der Verlag bietet auch Reprints früherer Auflagen an.
Bekannte Werke in der Sammlung sind u. a. die Kommentare zur Reichsverfassung von G. Adolf Arndt, zum Bürgerlichen Gesetzbuch von Alexander Achilles/Max Greiff,  zum Strafgesetzbuch von Eduard Kohlrausch/Richard Lange, zum Bundesbaugesetz von Sebastian Heitzer/Ernst Oestreicher, zur Zivilprozessordnung von Bernhard Wieczorek, zum Jugendgerichtsgesetz von Gerhard Grethlein/Rudolf Brunner, zum Warenzeichengesetz sowie zum Patentgesetz, beide von Rudolf Busse, zum Abzahlungsgesetz von Karl-August Crisolli/Fritz Ostler und zum Gerichtskostengesetz von Hermann Markl.